# Rudolf Alfred Höger
Rudolf Alfred Höger (12. února 1877 Prostějov – 7. listopadu 1930 Vídeň) byl rakouským malířem narozeným v Prostějově.

## Život
O Högerově životě to není moc známo. Během první světové války byl mezi lety 1914 a 1917 pravděpodobně členem Císařského a královského oddělení válečného tisku (k. u. k. Kriegspressequartier). Během této doby vytvořil řadu svých děl s tematikou východní, italské a balkánské fronty, která jsou dnes součástí sbírky Muzea vojenské historie ve Vídni. V tomto městě roku 1930 zemřel.

## Dílo
Höger s oblibou maloval obrazy s tematikou každodennosti a nostalgie. Zaměřoval se hlavně na starší dobu a spíše opomíjel soudobé motivy. Höger výběrem námětů zapíral svojí dobu a soustřeďoval se na časy minulé, například na rokoko. Také tvořil krajinomalby s biblickou tematikou a scény z přelomu století.

## Galerie

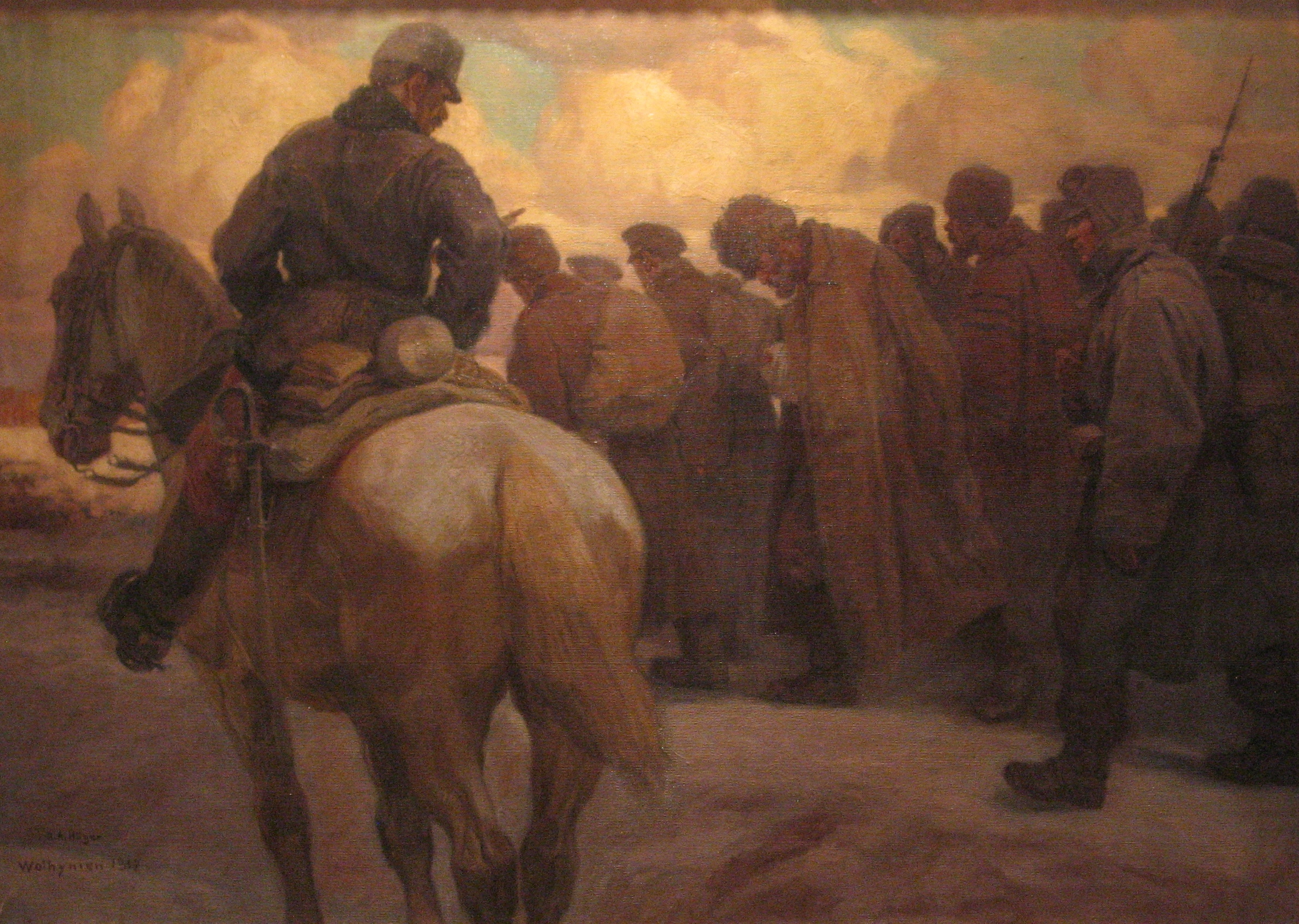
Nach dem Vorstoß, Russische Kriegsgefangene, 1917
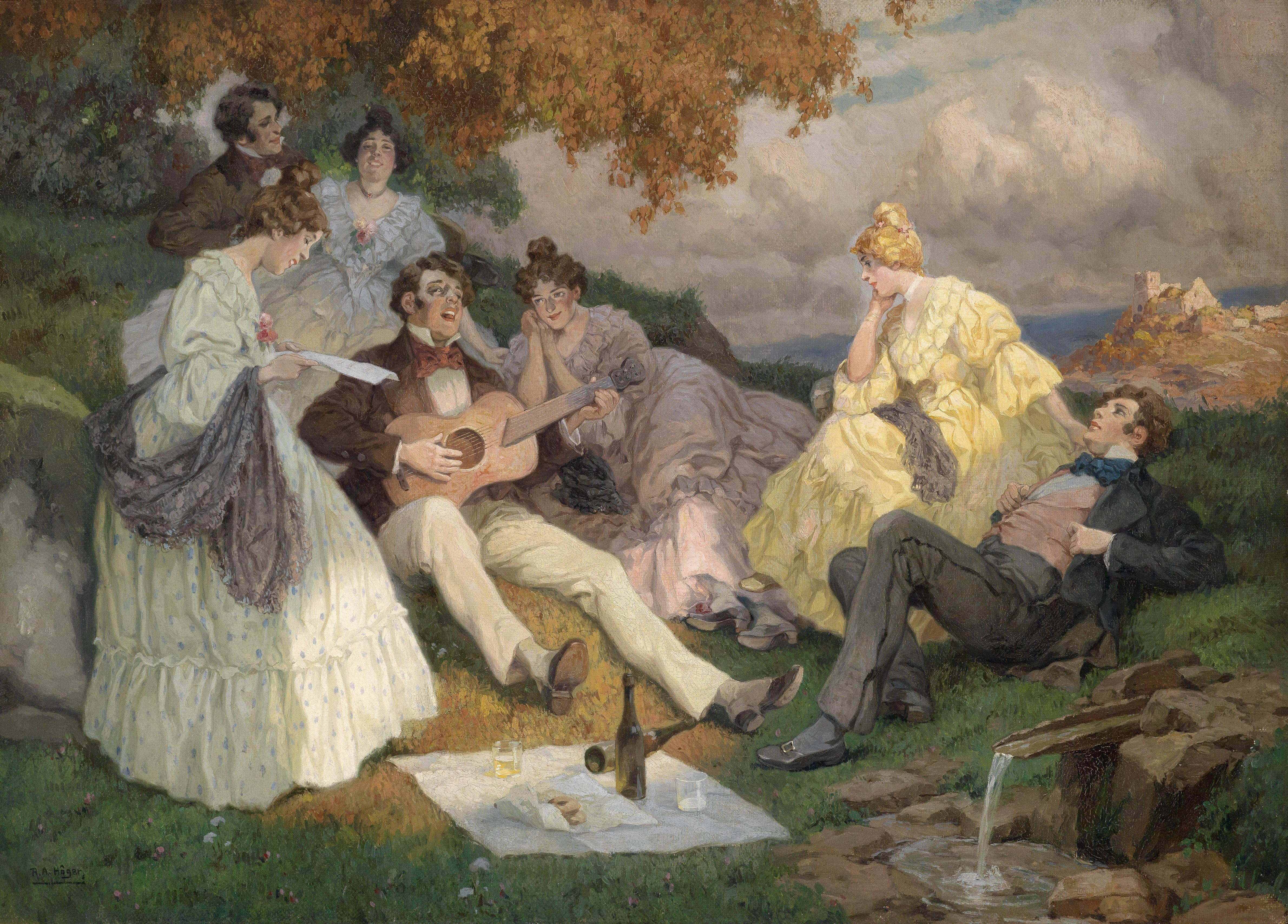
Fröhliche Sangesrunde mit einer Donaulandschaft, 1900
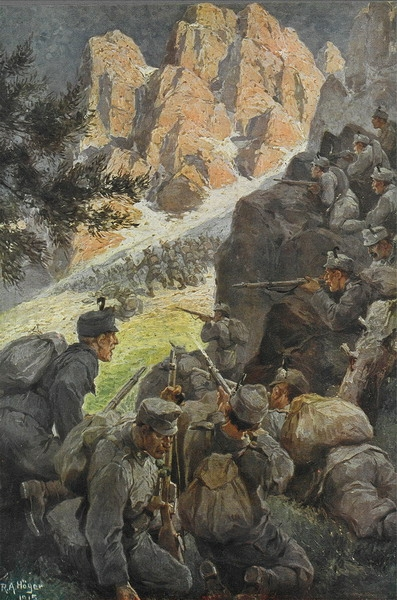
k.k. Landeschützen im Gefecht, 1915
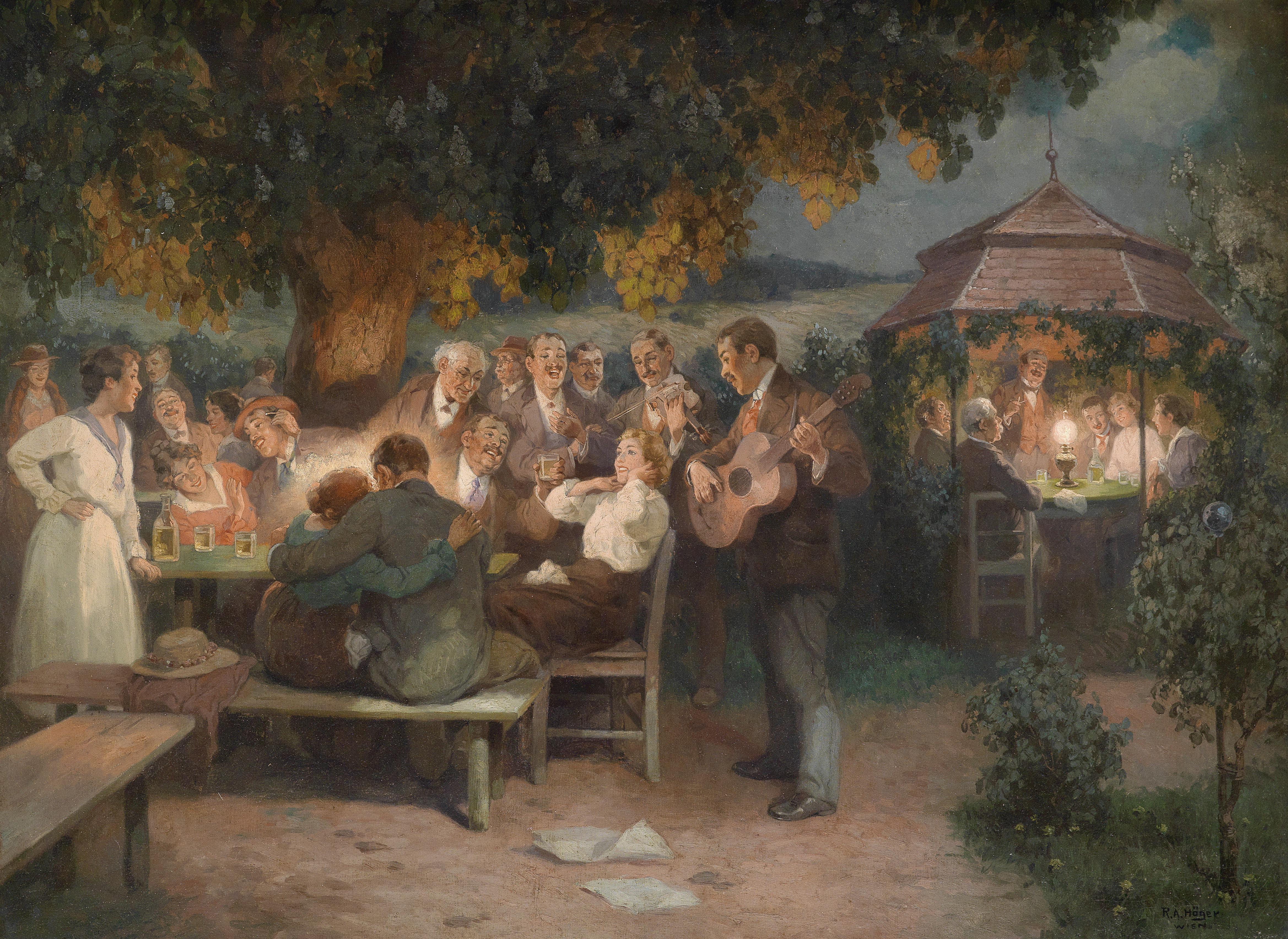
Beim Heurigen
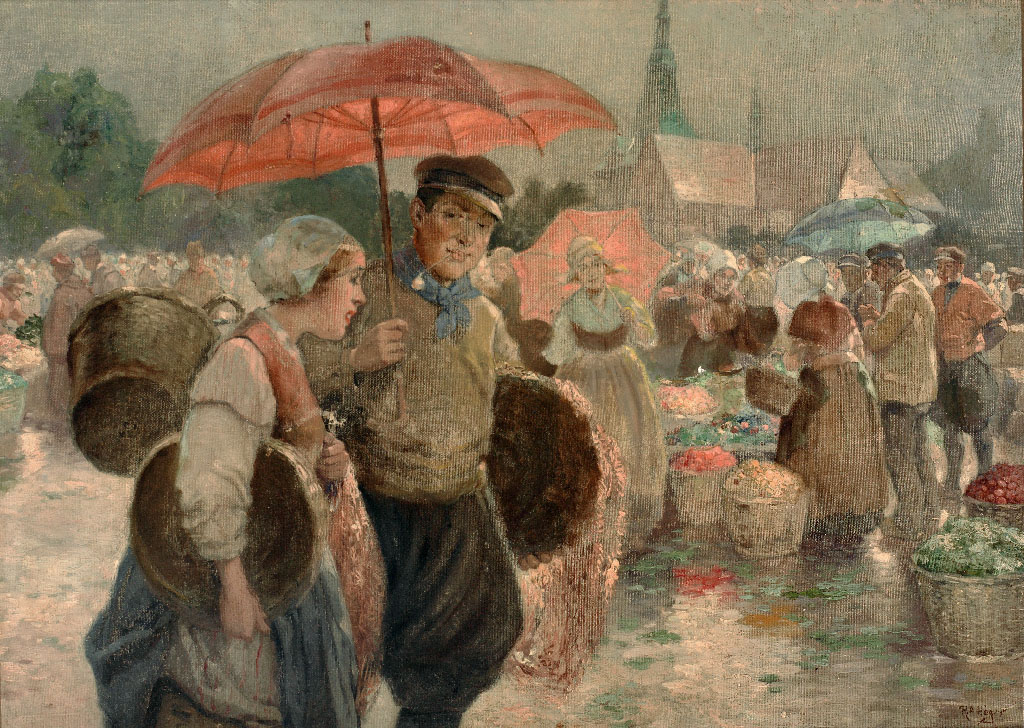
Markttag (kolem 1930)
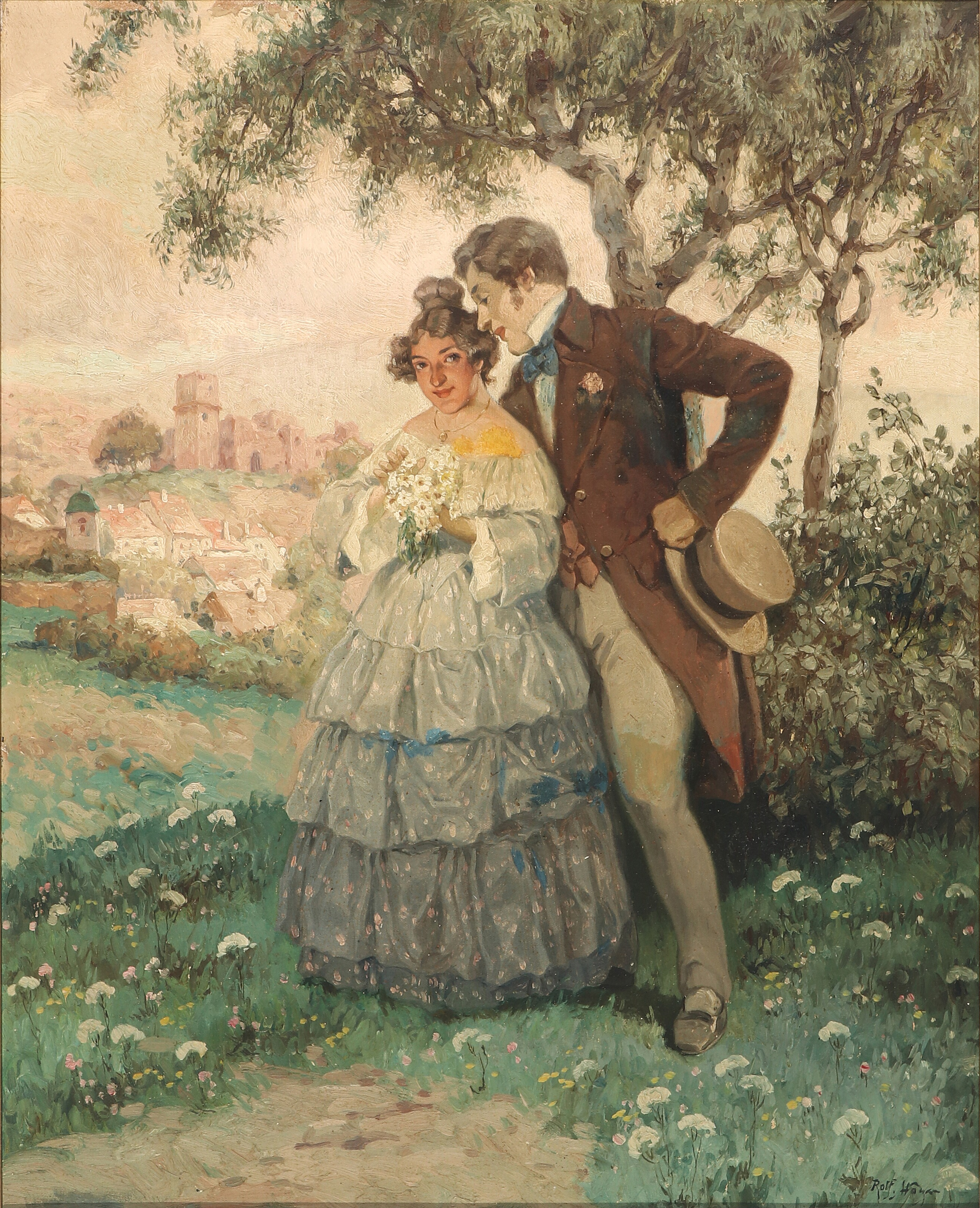
Milenci pod stromem. Dürnstein v pozadí